# گل (فیلم ۲۰۱۶)
گل (ایتالیایی: Fiore) یک فیلم درام به کارگردانی کلاودیو جووانزی است که در سال ۲۰۱۶ منتشر شد. این فیلم در بخش دو هفته کارگردانان در جشنواره فیلم کن ۲۰۱۶ اکران شد. از بازیگران فیلم می‌توان به دافنه اسکوچا، والریو ماستاندرئا و لائورا واسیلیو اشاره کرد.